# 향가
향가(鄕歌, 문화어: 사뇌가)는 신라 때에 불리던 민간 노래로서 보통 향찰로 기록되었다. 보통 신라 때부터 고려 초기까지의 것을 말한다. 승려, 화랑을 포함한 다양한 작자층에 의해 불교적 기원, 정치적 이념, 민요 또는 주술적 성격이 내용을 담은 작품들.

## 형태 및 표기
향가의 구조적 형태는 4구체, 8구체, 10구체로 나뉘며, 한자로 지은 노래도 있고, 이두로 지어진 노래도 있다. 삼국시대 때는 4구체 향가가 많았으나, 남북국 시대 전기와 고려 초기로 가면서 8구체와 10구체 향가들이 다양하게 지어졌다.
다양한 내용이 있으며, 노동요나 민요로 추측되는 풍요, 귀신이나 액운을 막기 위한 주요(呪謠)로 부르기도 하며, 또는 자신의 감정을 털어놓고 싶어하거나, 사랑을 고백하기도 하였다.
모두 한자를 빌어서 한국어를 표기한 것으로 이두(吏讀)와는 달리, 각 수의 가사 전체를 한자로 기록하였기에, 순수하고도 고유한 고대 한국어인 것이 주목할 만하다.

## 명칭
향가란 명칭은 삼국시대에는 ‘우리나라 노래’란 뜻이다.
| “ | 釋永才性滑稽不累於物善鄕歌              | ” |
|   | — 《삼국유사》, 영재 우적조(永才遇賊條) |   |

| “ | 十一首之鄕歌詞淸句麗… | ” |
|   | — 《균여전(均如傳)》  |   |

| “ | 王素與角于魏弘通至是常入內用事伋命與大矩和尙 條集鄕歌 謂三代目… | ” |
|   | — 《삼국사기》, 진성왕 2년 춘 2월조(二年春二月條)               |   |

미루어 보아, 당시 중국을 당(唐)이라 한 데 대해 신라를 향(鄕)이라 일컬었음은 의심할 여지가 없다. 이로써 생각할 때 중국의 사장(詞章)에 대해 신라의 노래를 향가라 하였을 것이다.

## 향가의 풀이
일찍이 이 노래의 부분적인 어학적 주석은 일본인들이 시도하다가 25수 전반에 걸친 주해는 오구라 신페이가 처음으로 이루었다. 그 뒤로 양주동이 더 나은 해독을 하게 되었다. 해방 후에는 지헌영(池憲英)을 비롯한 이탁(李鐸), 김준영(金俊榮), 이숭녕(李崇寧), 김동욱(金東旭), 김선기, 서재극, 홍기문, 정렬모, 김완진 등이 계속 연구·발표하고 있다.

## 오늘날 전하는 향가
삼국시대에 수많은 향가가 있었을 것으로 짐작되나, 현재 전해지는 것은 《삼국유사》에 14수, 《균여전》에 11수로, 도합 25수 뿐이며, 이 중 《균여전》에 수록된 향가는 고려 초기의 균여대사의 작품으로 10구체의 불교 예찬이다.

### 삼국유사에 실린 향가
《삼국유사》에 실린 향가들은 《삼국유사》의 저자 일연이 불교에 관련된 설화를 수집하고 기록한 여러 편에 실려 있다.

#### 서동요
백제 무왕과 신라 진평왕 시기로 연대상 가장 오래된 향가에 해당한다. 설화에는 서동(백제 무왕의 아명)이 신라 진평왕의 선화공주와 인연을 맺기 위해 일부러 퍼뜨린 노래라고 나와 있다.

#### 혜성가
혜성가(彗星歌)는 신라 진평왕 때 융천사(融天師)가 지은 10구체 향가이며, 혜성이 심대성(心大星)을 범하였으므로 이 노래로써 물리쳤다는 설화가 전한다.

#### 풍요
풍요(風謠)는 신라 선덕여왕 때 지어진 4구체 향가로서 지은이를 알 수 없다. 양지(良志)가 영묘사(靈廟寺)의 장육존상(丈六尊像)을 만들 때 부역 온 성내 남녀가 불렀다는 민요이며, 일명 양지사석가(良志使錫歌)라고도 한다.

來如來如來如 (오다 오다 오다)

來如哀反多羅 (오다 셔럽다라)

哀反多矣徒良 (셔렵다 의내여)

功德修叱如良來如 (공덕 닷ᄀᆞ라 오다)

#### 원왕생가
문무왕 때 또는 효소왕 때에 지어졌다고 추정되며, 광덕(廣德)의 처가 지은 10구체 향가라고 하는데, 광덕이 죽자 그의 친구 엄장(嚴莊)이 그 처에게 동침을 요구하자 이를 거절했다는 설화만 전해 온다. 노래의 원문에 “願往生”이란 말이 겹쳐서 나와서 불교에서는 이를 “극락에 가고 싶다”라는 말로 풀이해 조선민주주의인민공화국에서는 “극락노래”라고 한다. “일찍이 노래가 있었다.”라는 기록이 있을 뿐이며 명확한 제목은 전하지 않는다.
| “ | 月下伊底亦 西方念丁去賜里遣 無量壽佛前乃 惱叱古音(鄕言云報言也) 多可支白遣賜立 誓音深史隱尊衣希仰支 兩手集刀花乎白良願往生願往生 慕人有如白遣賜立 阿邪此身遺也置遣 四十八大願成遣賜去 | ” |
|   | |   |

#### 모죽지랑가
신라 효소왕 때에 만들어진 8구체 향가로서, 화랑가이다. 화랑 죽지랑의 낭도였던 득오곡(得烏谷, 또는 득오랑)이, 그의 스승 죽지랑을 사모하고 찬양하여 지은 8구체 향가로서, 노래의 주인공은 화랑 죽지랑이므로 노래의 이름이 모죽지랑가(慕竹旨郞歌)이며, 일명 득오곡모랑가(得烏谷慕郞歌)라고도 부른다.
죽지랑은 김유신(金庾信)의 부원수로서 삼국 통일에 공이 컸다. 득오곡은 그의 낭도로서 풍류와 도술로 이름이 높았다. 노래는 이두문으로 되어 있다.

#### 헌화가
신라 성덕왕 때에 지어진 4구체 향가이다. 《삼국유사》에는 “소를 끌고 가던 늙은이가 수로부인에게 절벽의 철쭉꽃을 꺾어다 드릴 때에 부른 노래”라고 하여 “노인헌화가”라고 하였으니 이것을 헌화가라고 부른다고 한다.
“수로(水路)부인”이 한국어로 지은 이름을 한자로 뜻을 옮겨 만든 것인지, 바다를 끼고 곧 물을 따라가는 부인이라는 뜻인지는 명확하게 밝혀지지 않았다.

#### 원가
원가(怨歌)는 신라 효성왕 때 신충(信忠)이 지은 8구체 향가로서, 연군가(戀君歌)이다.
효성왕이 등극 전 신충과 잣나무를 두고 후일을 언약하였으나, 등극 후 그 일을 잊으매 이 노래를 지어 잣나무에 붙이니 그 나무가 말랐다.

#### 도솔가
《삼국유사》 권5에 신라 경덕왕 때(760년) 월명사가 지은 것으로 기록되어 있으며, 4구체 향가이다.
해 2개가 나란히 나타나매 왕이 월명사로 하여금 산화공덕(散花功德)을 지어 재앙을 물리치게 하였다는 설화가 전한다.

#### 안민가
《삼국유사》 권2 “경덕왕, 충담스님, 표훈대덕 편”에 실려 있다. 경덕왕이 충담 스님에게 “나를 위하여 편안하게 다스리도록 하는 노래를 지으라.”라고 명령을 내려서 지은 노래이다. 10구체 향가.
| “ | 향찰표기 君隱父也 臣隱愛賜尸母史也 民焉狂尸恨阿孩古爲賜尸 知民是愛尸知古如 窟理叱大肹生 以支所音物生此肹湌惡支治良羅 此地肹捨遣只於冬是去於丁 爲尸知國惡支持以支知古如 後句君如臣多支民隱如 爲內尸等焉國惡太平恨音叱如 | ” |
|   | |   |

| “ | 중세국어 君은 어비여 臣은 ᄃᆞᅀᆞ샬 어ᅀᅵ여 民ᄋᆞᆫ 얼ᄒᆞᆫ아ᄒᆡ고 ᄒᆞ샬디 民이 ᄃᆞᅀᆞᆯ 알고다 구믈ㅅ다히 살손 物生 이흘 머기 다ᄉᆞ라 이ᄯᆞᄒᆞᆯ ᄇᆞ리곡 어듸갈뎌 ᄒᆞᆯ디 나라악 디니디 알고다 아으 君다이 臣다이 民다이 ᄒᆞᄂᆞᆯᄃᆞᆫ 나라악 太平ᄒᆞ니잇다 | ” |
|   | |   |

| “ | 현대어 풀이 임금은 아비요 신하는 사랑하실 어미요 백성은 어린아이라고 하실 때 백성이 사랑을 알 것이로다 구물거리며 살던 백성 이를 먹어 다스려져 '이 땅을 버리고 어디를 가겠느냐' 할 때 나라가 유지될 줄 알 것이로다 아아, 임금답게 신하답게 백성답게 할 때 나라가 태평할 것이니라 | ” |
|   | |   |

#### 제망매가
제망매가(祭亡妹歌)는 신라 경덕왕 때 승려 월명사가 지은 것으로, 《삼국유사》 권5 “월명사 도솔가조(月明師兜率歌條)”에 “월명이 죽은 누이를 위하여 부처에게 공양하는 재를 올리고 향가를 지어 제사를 지냈다.”라고 기록되어 있다. 박제천의 〈월명〉(月明)은 〈제망매가〉를 현대적으로 계승한 작품으로, 나뭇잎을 통해 깨달은 인생의 본질을 노래하고 있다. 나무를 떠나야만 하는 수많은 나뭇잎들을 통해 죽음의 세계로 떠나야 하는 인간 존재를 형상화하고 있다.

#### 찬기파랑가
찬기파랑가(讚耆婆郞歌)는 신라 경덕왕 때 승려 충담사가 화랑 기파랑의 인품을 흠모하여 쓴 10구체 향가이다. 제망매가와 함께 현전하는 향가 가운데, 문학성이 매우 뛰어난 것으로 알려져 있다.

#### 도천수관음가
도천수관음가(禱千手觀音歌)는 경덕왕 때에 희명(希明)이 지은 향가로, 천수관음가(千手觀音歌)·도천수대비가(禱千手大悲歌)·맹아득안가(盲兒得眼歌) 등으로도 불린다. 《삼국유사》 권3 분황사천수대비맹아득안조(芬皇寺千手大悲盲兒得眼條)에 수록되어 있다.

#### 우적가
《삼국유사》의 권5 “도적을 만나다”에 이 노래를 짓게 된 이유 등이 실려 있으며, 이 노래의 내용을 칭송하여 지은 한시 한 편이 있다. 8세기 중엽에 지어진 노래이다.

#### 처용가
《삼국유사》 기이편 “처용랑과 망해사조(處容郞望海寺條)”에 수록되어 있다.
《삼국유사》에 따르면 신라 헌강왕 때 처용이란 인물이 지었다고 하며 역신이 그의 아내를 흠모하여 동침하고 같이 잠자리에 있는 것을 돌아와서 보고 시를 읊었다고 한다. 그러자 역신은 처용이 노하지 않은 것에 감동하여 그 앞에 나타나 꿇어앉았다고 한다. 그 후로 사람들은 처용의 형상을 문에 붙여서 역신을 쫓았다고 한다.
고려 가요 중에도 처용가가 악학궤범에도 전해져 후에 향가 해독에 도움을 주었다.
| “ | 東京明期月良 夜入伊遊行如可 入良沙寢矣見昆 脚烏伊四是良羅 二兮隱吾下於叱古 二兮隱誰支下焉古 本矣吾下是如馬於隱 奪叱良乙何如爲理古 | ” |
|   | |   |

### 균여전에 실린 향가

#### 보현십원가
보현십원가(普賢十願歌)는 고려 초 균여대사(923~973)가 지은 11수의 10구체 향가다. 균여대사가 불교의 대중화를 위해 화엄경의 보현보살 열 가지 행원에다 낱낱이 향가 한 수씩을 짓고, 11장은 그 결론으로 된 사뇌가이다. 고려 제4대 고려 광종 연간에 지은 것으로 추정되는 이 글은 해인사 장경판으로 전하는 《균여전》에 향찰로 기록되어 있다
- 〈예경제불가(禮敬諸佛歌)〉
- 〈칭찬여래가(稱讚如來歌)〉
- 〈광수공양가(廣修供養歌)〉
- 〈참회업장가(懺悔業障歌)〉
- 〈수희공덕가(隨喜功德歌)〉
- 〈청전법륜가(請轉法輪歌)〉
- 〈청불왕생가(請佛王生歌)〉
- 〈상수불학가(常隨佛學歌)〉
- 〈항순중생가(恒順衆生歌)〉
- 〈보현회향가(普賢廻向歌)〉
- 〈총결무진가(總結无盡歌)〉

### 그 밖의 향가
현존하는 화랑세기 필사본 중 6세 세종 장에 미실이 사다함이 출정할 때 지었다는 풍랑가가 기록되어 있다. 그러나 화랑세기 필사본은 오늘날 사학계에서는 위작으로 취급하는 견해가 우세하여 정확히 알 수 없다. 한편 고려 예종이 지은 도이장가(悼二將歌)를 향가로 보는 이도 있다. 그 밖에 국립경주박물관 미술관 공사부지에서 발견된 목간에 기록된 내용을 향가로 보는 논문이 출간된 바 있다. 이 향가로 추정되는 글에는 '만신가'(万身歌)라는 이름이 붙었다.

## 같이 보기
- 시조
- 가사 (문학)
- 한국 문학

## 참고 문헌
- 《향가연구》, 류렬, 박이정, 2003년.
- 이 문서에는 다음커뮤니케이션(현 카카오)에서 GFDL 또는 CC-SA 라이선스로 배포한 글로벌 세계대백과사전의 내용을 기초로 작성된 글이 포함되어 있습니다.